# Tatum (Familienname)
Der angeblich vom nordenglischen Ort Tatham, Lancashire, abgeleitete Nachname Tatum findet seit dem 20. Jahrhundert im englischsprachigen Raum häufiger Verwendung.

## Namensträger
- Ariel Tatum (* 1984), Fußball- und Flag-Football-Spieler von den Cayman Islands
- Art Tatum (1909–1956), US-amerikanischer Jazzpianist
- Bradford Tatum (* 1965), US-amerikanischer Schauspieler und Schriftsteller
- Channing Tatum (* 1980), US-amerikanischer Schauspieler
- Chase Tatum (1973–2008), US-amerikanischer Wrestler
- Donn Tatum (1913–1993), US-amerikanischer Manager
- Edward Lawrie Tatum (1909–1975), US-amerikanischer Genetiker, Nobelpreisträger 1958
- Hilt Tatum (1934–2025), US-amerikanischer Zahnarzt und Implantologe
- Jack Tatum (1948–2010), US-amerikanischer American-Football-Spieler
- James Tatum (1931–2021), US-amerikanischer Jazzpianist und Hochschullehrer
- Jayson Tatum (* 1998), US-amerikanischer Basketballspieler
- Joseph Tatum (* 1980), Fußballspieler von den Cayman Islands
- Kelvin Tatum (* 1964), britischer Bahnsportler
- Tiffany Tatum (* 1997), ungarische Pornodarstellerin